# Salim Djefaflia
Salim Djefaflia (* 9. Oktober 1978 in Arles) ist ein ehemaliger französischer Fußballspieler.

## Karriere
Djefaflia spielte in unterschiedlichen französischen Ligen für AC Arles, Montpellier HSC, RC Agde und Montauban FC, bevor er nach Luxemburg zum RFC Union Luxemburg. Dort bestritt er kein Spiel. Zur Saison 2003/04 wurde er von Hannover 96 verpflichtet. Er sollte dort im Team von Trainer Ralf Rangnick die Offensive verstärken. Unter Rangnick bestritt er am 12. Spieltag bei der 1:5-Niederlage gegen Werder Bremen sein einziges Spiel in der Bundesliga. Ansonsten kam er nur im Reserveteam von Hannover 96 zum Einsatz, er absolvierte 18 Spiele, in denen er drei Tore in der Oberliga erzielte. Da sich Djefaflia nicht durchsetzen konnte, wechselte er zu Holstein Kiel. Mit Holstein Kiel spielte er in der Regionalliga Nord.